# 伊宁市俄罗斯学校
伊宁市俄罗斯学校是位於中華人民共和國新疆伊宁市的九年义务教育学校，也是該國惟一用俄罗斯语授课的九年义务教育学校。學校建于1985年（一說建於20世纪30年代初），占地面积3850平方米，教学建筑面积1200平方米。一開始學生实行纯俄语教学，1996年起開設俄、汉双语教学班。截至2010年，俄罗斯族学生占10%。其他則是漢族等學生。